# Маврикий на летних Олимпийских играх 1984
Маврикий принимал участие в Летних Олимпийских играх 1984 года в Лос-Анджелесе (США) в первый раз за свою историю, но не завоевал ни одной медали. Сборную страны представляла 1 женщина.